# En secret (film, 2013)
Pour les articles homonymes, voir Secret (homonymie).
Pour plus de détails, voir Fiche technique et Distribution.
En secret (titre original anglais : Therese ou In Secret) est un film américano-hongro-serbe, coproduit, coécrit et réalisé par Charlie Stratton, sorti en 2013.
Le film est directement inspiré du roman Thérèse Raquin d'Émile Zola.

## Synopsis
Thérèse Raquin est la fille d'une Algérienne et d'un capitaine de l'armée française. Son père la confie à sa tante, Mme Raquin, qui habite en métropole et qui, peu à peu, pousse la jeune fille à épouser Camille, son fils souffreteux.
Après quelque temps d'une vie occupée à tenir une petite boutique, Thérèse fait la connaissance de Laurent, l'un des amis de son mari, et en tombe amoureuse. Lorsque Mme Raquin réunit des invités pour jouer aux dominos, Thérèse et Laurent parviennent à s'éclipser et à faire l'amour en secret. Leur passion grandit. Dès lors, les amants élaborent un plan pour se débarrasser du mari encombrant. Au cours d’une balade en barque sur un lac, Laurent et Thérèse provoquent la noyade de Camille. À son enterrement, Mme Raquin s’effondre en pleurs. En allant retrouver Laurent, Thérèse commence à avoir des remords concernant la disparition de Camille ; Laurent tente de la réconforter.
Thérèse comprend finalement que Laurent n'est pas amoureux, mais reste avec elle par pur intérêt physique. Quand elle essaie de s'en éloigner, celui-ci devient violent. C’est alors que Mme Raquin comprend que Laurent a manipulé tout le monde ; elle meurt de chagrin. Laurent fait boire un poison à Thérèse et en boit aussi, les deux amants en meurent.

## Fiche technique
- Titre original : In Secret
- Titre alternatif : Thérèse
- Titre français : En secret
- Réalisation : Charlie Stratton
- Scénario : Charlie Stratton et Neal Bell d'après sa mise en scène, d'après le roman d'Émile Zola
- Direction artistique : Uli Hanisch
- Décors : Kai Koch
- Costumes : Pierre-Yves Gayraud
- Photographie : Florian Hoffmeister
- Montage : Paul Tothill
- Musique : Gabriel Yared
- Production : William Horberg et Mickey Liddell
- Sociétés de production : LD Entertainment, Exclusive Media Group, Pioneer Pictures, Wonderful Films et Work in Progress
- Sociétés de distribution : LD Entertainment, Condor Entertainment (France)
- Pays d’origine :  États-Unis,  Hongrie,  Serbie
- Langue : anglais
- Format : couleurs (DeLuxe) - 35 mm - 2.35:1 - son Dolby Digital
- Genre : drame
- Durée : 107 min
- Dates de sortie : 
  - Canada : 7 septembre 2013 au Festival international du film de Toronto
  - États-Unis : 21 février 2014
  - France : 1er janvier 2016 en VOD, 27 mai 2016 en salles (suivant la bande-annonce française)

## Distribution
- Tom Felton (VF : Patrick Pellegrin) : Camille Raquin
- Elizabeth Olsen (VF : Nayéli Forest) : Thérèse Raquin

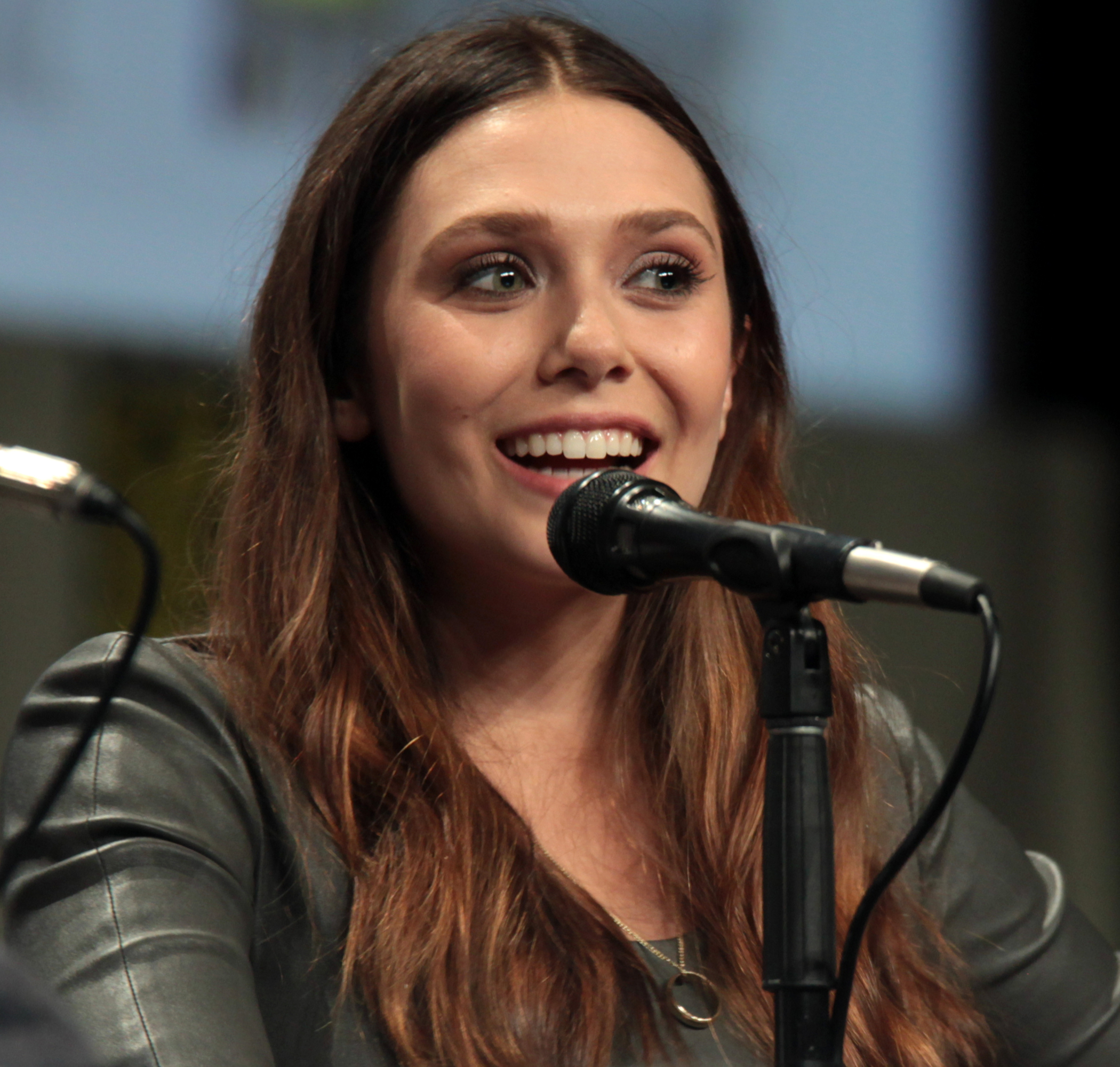
La titulaire du rôle-titre, Elizabeth Olsen, l'année de sortie du film.

- Mackenzie Crook (VF : Jean-Michel Marivaux (pseudo)) : Grivet
- Jessica Lange (VF : Adèle Malraux (pseudo)) : Mme Raquin
- Shirley Henderson (VF : Pascale Chemin) : Suzanne
- Oscar Isaac (VF : Yannick Blivet) : Laurent
- Matt Lucas (VF : Alain Nicolas (pseudo)) : Olivier

## Production

### Tournage
Période de prises de vue : 9 mai au 21 juin 2012
Intérieurs : PFI Studios, Belgrade (Serbie).
Extérieurs : 
- Hongrie : Budapest ;
- Serbie : Belgrade.

## Distinctions
World Soundtrack 2014 : Gabriel Yared nommé pour le prix du compositeur de l'année.

## Box-office
Recette mondiale : 652 228 $

## Réception critique
Freakin'Geek : « Le premier film de Charlie Stratton mérite vraiment de s’y intéresser de près, car il exploite pleinement le potentiel de sa brillante distribution.
Thérèse Raquin est une jeune femme profondément malheureuse. Son cousin à qui elle a été mariée ne semble ressentir aucun désir pour elle et la regarde à peine. Pourtant la jeune femme a la libido qui la démange en permanence et ne reste généralement pas insensible aux charmes des hommes virils qu’elle peut croiser. Coincée dans cette famille où elle n’a pas demandé à vivre, elle ne peut que subir cette situation, sa tante et son cousin ne lui laissant aucun choix. L’arrivée de Laurent dans sa vie va la bouleverser à jamais et lui offrir l’opportunité d’assouvir enfin tous ses fantasmes inavouables. La première partie de En secret est assez torride et érotique tout en respectant les coutumes de pudeur de l’époque. Il se dégage pourtant beaucoup de sensualité et de sous-entendus dans le propos de Laurent qui ont fini par rendre la jeune femme, en manque de virilité, totalement folle d’amour pour lui. La seconde partie plus dramatique est un peu moins réussie. Le rythme semble se ralentir alors que la belle histoire d’amour tourne au cauchemar. On reste cependant accroché par la tournure des événements.
La très belle Elizabeth Olsen porte brillamment le rôle de Thérèse Raquin en laissant passer en un regard tous les sentiments qui la traversent. C’est encore une nouvelle facette du talent d’Oscar Isaac que l’on découvre ici en artiste viril dont se dégage une certaine noirceur qui le rend irrésistible aux yeux de la jeune femme en manque. Jessica Lange tient le rôle de la tante de Thérèse, un rôle qui rappelle un peu ceux d’American Horror Story avec son air sévère. Habitué aux rôles de personnages détestables comme celui de Drago Malefoy dans la saga Harry Potter, Tom Felton joue Camille le cousin de Thérèse qu’on prendra cette fois-ci en pitié face à sa maladie et sa bêtise face au désir de sa femme.
II était certain qu’avec une telle distribution, cette nouvelle adaptation de Thérèse Raquin ne pouvait être qu’une réussite. Très respectueuse du roman d’Émile Zola, En secret est peut-être bien la plus fidèle des adaptations et mériterait bien d’être diffusée en classe. Si les acteurs n’étaient pas assez connus en 2013 pour attirer les foules en salles, trois ans plus tard, tout le monde connait désormais le visage des talentueux Elizabeth Olsen et Oscar Isaac. […] La réalisation très habile de Charlie Stratton et la musique de Gabriel Yared transmettent bien toutes les émotions d’amour et de violence de cette histoire d’amour dramatique. »

## Autour du film
Il s'agit de la 15e adaptation cinématographique du roman d'Émile Zola.